# Stefanie Rösner
Stefanie Rösner (* 21. März 1983 in Berlin) ist eine deutsche Schauspielerin.

## Werdegang
Nachdem sie im Alter von 17 Jahren in einem Off-Theater bereits erste Erfahrungen sammeln konnte, begann Stefanie Rösner im Jahr 2005 ihre Schauspielausbildung an der Hochschule für Musik und Theater „Felix Mendelssohn Bartholdy“ in Leipzig, die sie schließlich 2009 mit Auszeichnung abschloss.
In den Folgejahren machte sie sich v. a. als Theaterschauspielerin einen Namen, indem sie im Rahmen von Festengagements in Weimar und Düsseldorf oft in großen Hauptrollen klassischer Stücke wie Kabale und Liebe, Effi Briest oder Romeo und Julia auf der Bühne stand, jedoch auch in Produktionen wie dem Solo-Stück ritzen von Schriftsteller Walter Kohl zu überzeugen wusste. 2014 wurde Rösner für ihre Darbietungen auf der Bühne, auf der sie sich von Beginn an gesehen hatte, mit dem Förderpreis für Darstellende Kunst der Stadt Düsseldorf ausgezeichnet.
Vom 17. April bis 26. Juni 2015 war sie in der ARD-Serie Verbotene Liebe als Mila von Draskow, ihrer ersten großen Fernsehrolle, zu sehen.

## Filmografie

### Film
- 2010: Morgen das Leben (Kurzfilm)
- 2014: Wenn’s kommt, dann kommt’s (Kurzfilm) (als Nachbarin)

### Fernsehen
- 2011: Krimi.de   (Fernsehreihe, Folge: Schuldig)
- 2015: Verbotene Liebe
- 2019: SOKO Köln (Fernsehserie, Folge: Liebesengel)

## Theater (Auswahl)
| - 2007–2009: neues theater Halle - Der Mann, der seine Frau mit einem Hut verwechselte - Fight Club - Harold und Maude - Feuchtgebiete - 2008–2011: Deutsches Nationaltheater Weimar - Drei Schwestern (als Natalja Iwanowna) - Kabale und Liebe (als Luise Miller) - Die schmutzigen Hände (als Jessica) - Woyzeck (als Marie) - Effi Briest (als Effi von Briest) - Romeo und Julia (als Julia Capulet) - Don Carlos (als Prinzessin von Eboli) - ritzen (als Fritzi) - Ronja Räubertochter (als Ronja) | - 2011–2014: Düsseldorfer Schauspielhaus - Bunbury (als Gwendolen Fairfax) - Der Parasit oder Die Kunst sein Glück zu machen (als junger Bauer Robineau) - Kasimir und Karoline (als Erna Merkl) - Peer Gynt (als Trollprinzessin) - Die Schöne und das Biest (als Belle) - Wunder des Alltags (als Spinne) - Swchwrm – Der Junge mit dem unaussprechlichen Namen (als V. Swchwrm) - Delhi, ein Tanz (als Krankenschwester) - Herr Kolpert (als Sarah Dreher) - L’Illusion comique (als Prinzessin Rosine) - Wenn ich das 7. Geißlein wär’ (als Ottinka) - Betrunkene - Eine Orestie (nach Aischylos’ Orestie) (als Klytaimestra) - 2015: - Schauspiel Essen – Verbrennungen (als Sawda) - 2016: Düsseldorfer Schauspielhaus - Der Hauptmann von Köpenick – Frau Marie Hoprecht - Der NSU-Prozess – Die Protokolle - Königsallee – Erika Mann - Wir sind keine Barbaren! – Barbara / Anna - seit Februar 2019: Theater Aachen |

## Preise und Auszeichnungen
- 2014: Förderpreis für Darstellende Kunst der Landeshauptstadt Düsseldorf
- 2019: Kurt-Sieder-Preis für die beste schauspielerische Leistung am Theater Aachen
- 2023: Publikumspreis Theater Aachen